# Adamo (automóveis)
Adamo foi uma fabricante de automóveis esportivos brasileira. Foi criada por Milton Adamo junto à indústria de móveis de poliéster da família, no intuito de diversificar o portfólio da empresa. O primeiro carro foi um pequeno esportivo chamado GT e foi apresentado no estande da Petrobras no VI Salão do Automóvel de 1968. 
Com a abertura das importações pelo presidente Fernando Collor de Mello, a empresa não resistiu, ficou produzindo pequenas unidades sob encomenda até 1990. 

## Modelos / Ano de Fabricação
- GT - 1970 a 1990
- GT-2 - 1974 a 1990
- GTL - 1978 a 1990
- GTM - 1978 a 1990
- GTM C2 - 1981 a 1990
- CRX - 1981 a 1990
- AC2000 - 1988 a 1990